# Dalmand
Dalmand község Tolna vármegyében, a Dombóvári járásban.

## Fekvése
Tolna vármegye délnyugati részén, Dombóvár és Tamási városoktól nagyjából egyenlő távolságra található. Belterülete vonatkozásában zsáktelepülésnek tekinthető, mert közúton csak a 61-es főútból kiágazó, mintegy 2 kilométer hosszúságú, 65 156-os számú bekötőúton érhető el. Vonattal 1990 óta nem közelíthető meg, ekkor szűnt meg a Dombóvár–Lepsény-vasútvonal Dombóvár és Tamási közti szakaszán a forgalom.

## Története
Nevét először 1138-ban említik, földrajzi helyzeténél fogva a középkorban többször a somogyi birtokok között sorolták fel, míg a 15. századtól már az ozorai uradalomhoz tartozó Tolna vármegyei településekkel együtt említik, mint mezővárost. 
Ezek a mezővárosok többnyire a földesúri lakhelyet jelentő vár aljában, vagy közelében, keletkeztek. Lakóik jobbágyok voltak, melyeket egyedül kiváltságaik különböztettek meg a falusi jobbágyoktól.
Az egykori mezővárosa törökök kiűzése után pusztán maradt. Később az egykori nagybirtokok, elsősorban az Eszterházy-uradalom területén létrejött állami gazdaság központjaként fejlődött tovább.
Dalmand 1949-ben alakult önálló községgé Alsóleperd, Csáblény, Felsőleperd, Iharos, Kisleperd, Kőkút, Ódalmand, Németdalmand, Újdalmand és Vörösegyház határrészekből (pusztákból). Ezek 1946-ig Újdombóvárhoz tartoztak, majd három évig Dombóvárhoz a két község egyesülése folytán.

## Közélete

### Polgármesterei
- 1990–1994: Nagy Ibolya (független)[4]
- 1994–1998: Bondorné Nagy Ibolya (független)[5]
- 1998–2002: Bondorné Nagy Ibolya (független)[6]
- 2002–2006: Bondorné Nagy Ibolya (független)[7]
- 2006–2010: Bondorné Nagy Ibolya Julianna (független)[8]
- 2010–2014: Bondorné Nagy Ibolya Julianna (független)[9]
- 2014–2019: Bondorné Nagy Ibolya Julianna (független)[10]
- 2019–2024: Dr. Stammné Juhász Luca (független)[11]
- 2024– : Dr. Stammné Juhász Luca (független)[1]

## Népesség
A település népességének változása:
| Lakosok száma | 1259 | 1264 | 1240 | 1136 | 1190 | 1131 | 1155 |
|               | 2013 | 2014 | 2015 | 2021 | 2022 | 2023 | 2024 |

A 2011-es népszámlálás során a lakosok 88,9%-a magyarnak, 0,8% cigánynak, 1,4% németnek, 0,3% románnak mondta magát (10,9% nem nyilatkozott; a kettős identitások miatt a végösszeg nagyobb lehet 100%-nál). A vallási megoszlás a következő volt: római katolikus 60,8%, református 4,2%, evangélikus 0,6%, görögkatolikus 0,1%, felekezeten kívüli 14,1% (19,9% nem nyilatkozott).
2022-ben a lakosság 92,7%-a vallotta magát magyarnak, 1,7% románnak, 0,9% németnek, 0,5% cigánynak, 0,1% ukránnak, 1,3% egyéb, nem hazai nemzetiségűnek (6,6% nem nyilatkozott; a kettős identitások miatt a végösszeg nagyobb lehet 100%-nál). Vallásuk szerint 39,2% volt római katolikus, 2,6% református, 0,2% evangélikus, 3,4% egyéb keresztény, 1,4% egyéb katolikus, 18,5% felekezeten kívüli (34,8% nem válaszolt).

## Nevezetességei
A település belterületéhez négy külkerület (Alsóleperd, Felsőleperd, Újdalmand, Vörösegyháza) kapcsolódik. Ha rápillantunk a falu térképére, a belterület településszerkezete is arról árulkodik, hogy egy fiatal és mesterségesen kialakított községgel állunk szemben. A lakóházak túlnyomó többsége az 1950-es, illetve az azt követő években épült. Elvétve találkozni csak egy-egy régebbi épülettel. Ilyen például a Polgármesteri Hivatal épülete, amelyben a 19-20. század fordulóján lovarda működött. A településre beérve széles zöldterület található a házak és az úttest között. A rövid közös múltnak tudható be, hogy nem alakultak ki néphagyományok, így például nincsen népviselet, népszokások stb.
A kiemelkedő minőségű termőföldnek köszönhetően a község mezőgazdasági jellegű település. Megalakulásától kezdve az itt élő emberek életét a falu legjelentősebb gazdasági szervezete a Dalmandi Állami Gazdaság, később Dalmandi Mezőgazdasági Kombinát, jelenlegi nevén a Dalmandi Mezőgazdasági Rt. határozza meg.
A felnőtt lakosság döntő többségének ez a gazdasági szervezet nyújt munkát, és biztosítja a megélhetést. A helybeli munkalehetőség miatt az emberek nem vándorolnak el, a fiatalok itt telepednek le , itt alapítanak családot. A községben 1560 fő rendelkezik állandó lakóhellyel. Az utóbbi néhány év népvándorlási statisztikáiból megállapítható, hogy Dalmand községben nem csökkent a lakosság lélekszáma, sőt némi emelkedést mutat. Az időszakos és az állandó munkalehetőségek miatt a községben alacsony a munkanélküliség. A mezőgazdasági munkák természetéből adódóan főként a téli időszakban nő a munkanélküli ellátást és a munkanélküliek jövedelempótló támogatását igénylők száma. A település vállalkozói a szolgáltatások széles skáláját fogják át. Legtöbben áruszállítással és fuvarozással foglalkoznak, de fodrász, kereskedő, vízvezeték-szerelő, villanyszerelő, háztartásikisgép-szerelő is akad közöttük. A kitűnő talajadottságok a mezőgazdasági kisvállalkozók számára teremtenek kedvező gazdálkodási lehetőséget. Az önkormányzat nem rendelkezik művelődési otthonnal. Talán ennek hiánya az oka, hogy az Ifjúsági Klubon kívül nincs más önszerveződő közösség. A Dalmandi Mezőgazdasági Rt. mellett legjelentősebb gazdasági vállalkozás a Róna Kft., a Kövécs, a Kósa Kft.

## Neves dalmandiak
- Itt született (Újdombóvár-Dalmandon) 1944. augusztus 30-án Pytel József fül-orr-gégész, klinikaigazgató, egyetemi tanár.

## Képek

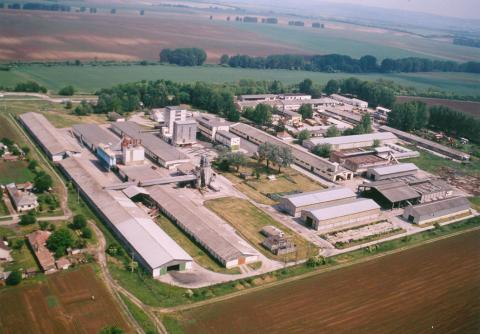
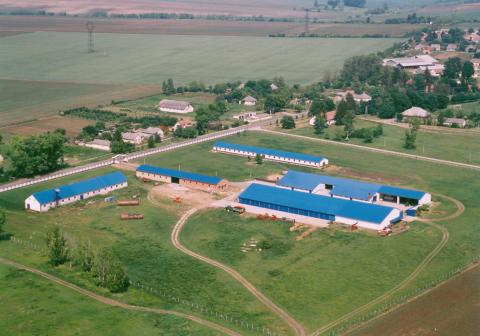
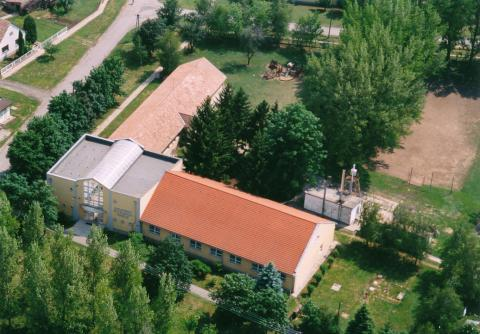
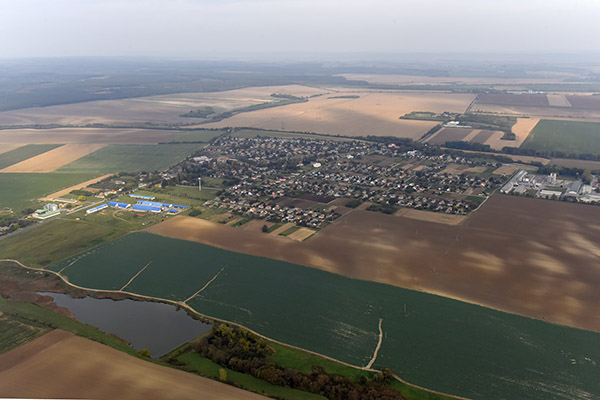
Dalmand látképe a magasból
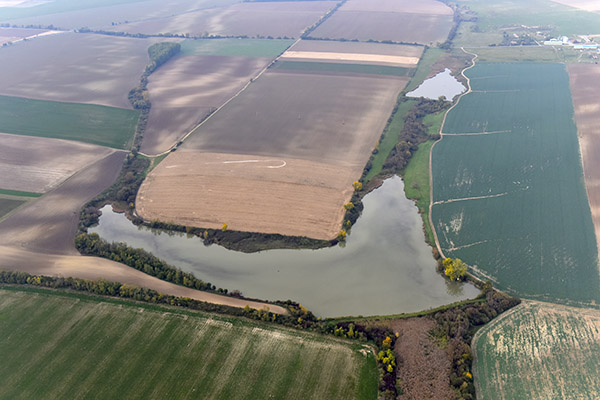
Dalmandi Nagy-tó légi felvételen

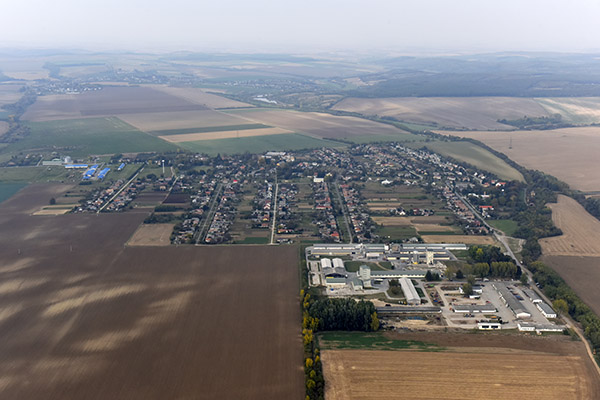
Dalmand légi fotón
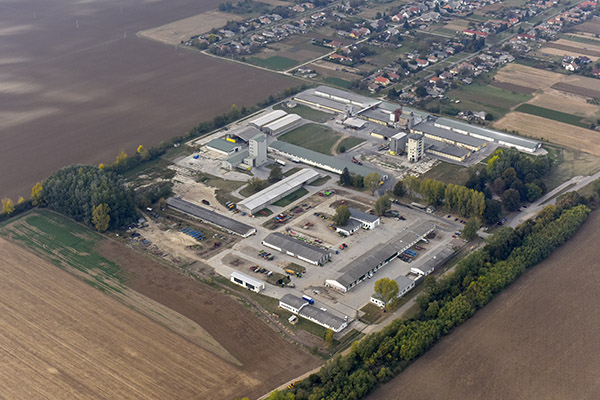
Dalmandi bemutató gazdaság
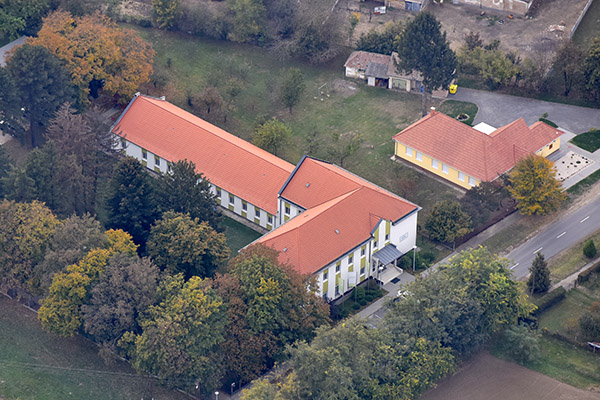
Dalmand Zrt. épülete a fentről fényképezve
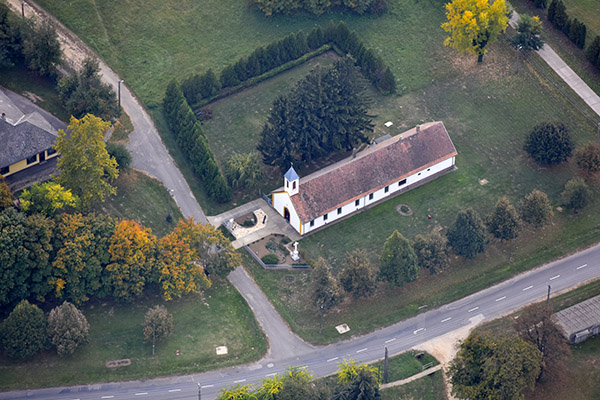
Dalmand, templom madártávlatból
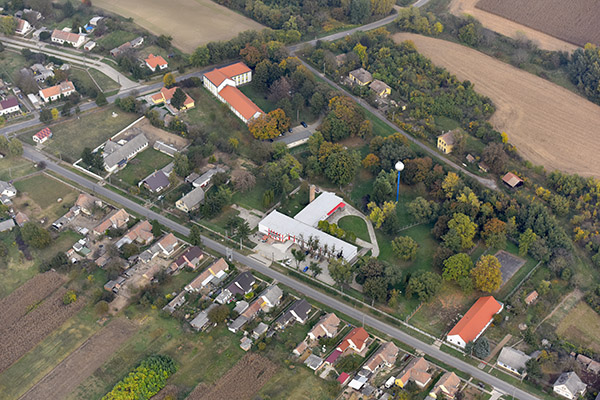
Dalmand község a levegőből